# Filmografia de Andie MacDowell
Esta é a lista completa de filmes e séries de Andie MacDowell.

## Filmografia
| Ano     | Título                                 | Papel                                | Notas |
| ------- | -------------------------------------- | ------------------------------------ | --- |
| 1984    | The Legend of Tarzan, Lord of the Apes |                                      | |
| 1985    | St. Elmo's Fire                        | Dale Biberman                        | |
| 1988    | The Secret of the Sahara               | Anthea                               | |
| 1989    | Sex, Lies, and Videotape               | Ann Bishop Mullany                   | Prêmios Independent Spirit Award de melhor atriz Los Angeles Film Critics Association Award de melhor atriz Indicações Chicago Film Critics Association Award de melhor atriz Globo de Ouro de melhor atriz em filme dramático |
| 1990    | Green Card                             | Brontë Parrish                       | Indicações Globo de Ouro de melhor atriz em filme de comédia ou musical |
| 1991    | Hudson Hawk                            | Anna Baragli                         | |
| 1991    | The Object of Beauty                   | Tina                                 | |
| 1991    | Women & Men 2                          | Emily                                | |
| 1992    | The Player                             |                                      | |
| 1993    | Short Cuts                             | Ann Finnigan                         | Prêmios Globo de Ouro de Melhor Elenco em Cinema |
| 1993    | Groundhog Day                          | Rita Hanson                          | |
| 1993    | Deception                              | Elizabeth 'Bessie' Faro / Ruby Cairo | aka Ruby Cairo |
| 1994    | Four Weddings and a Funeral            | Carrie                               | Indicações Globo de Ouro de Melhor Atriz em Filme de Comédia ou Musical |
| 1994    | Bad Girls                              | Eileen Spenser                       | |
| 1995    | Unstrung Heroes                        | Selma Lidz                           | |
| 1996    | Multiplicity                           | Laura Kinney                         | |
| 1996    | Michael                                | Dorothy Winters                      | |
| 1997    | The End of Violence                    | Page Max                             | |
| 1997    | Muppets Tonight                        |                                      | |
| 1998    | Shadrach                               | Trixie Dabney                        | |
| 1999    | Just the Ticket                        | Linda Palinski                       | |
| 1999    | Muppets from Space                     | Shelley Snipes                       | |
| 1999    | The Muse                               | Laura Phillips                       | |
| 2000    | Harrison's Flowers                     | Sarah Lloyd                          | |
| 2001    | Town & Country                         | Eugenie Claybourne                   | |
| 2001    | On the Edge                            | Lisa                                 | |
| 2001    | Crush                                  | Kate Scales                          | |
| 2001    | Dinner with Friends                    | Karen                                | |
| 2002    | Jo                                     | Jo                                   | |
| 2002    | Ginostra                               | Jessie Benson                        | |
| 2003    | The Practice                           | Grace Chapman                        | |
| 2005    | The Last Sign                          | Kathy MacFarlane                     | |
| 2005    | Beauty Shop                            | Terri                                | |
| 2005    | Riding the Bus with My Sister          | Rachel Simon                         | |
| 2005    | Tara Road                              | Marilyn                              | |
| 2006    | Barnyard                               | Etta the Hen                         | |
| 2007    | Intervention                           | Kelly                                | |
| 2008    | Inconceivable                          | Lottie Louise Du Bose                | |
| 2008    | The Prince of Motor City               | Gertrude Hamilton                    | |
| 2009    | The Six Wives of Henry Lefay           | Kate                                 | |
| 2009    | The 5th Quarter                        | Maryanne Abbate                      | |
| 2010    | As Good as Dead                        | Helen Kalahan                        | |
| 2010    | Lone Star                              | Alex                                 | |
| 2010    | Daydream Nation                        | Enid Goldberg                        | |
| 2010    | At Risk                                | Monique Lamont                       | |
| 2010    | The Front                              | Monique Lamont                       | |
| 2011    | Monte Carloo                           | Pamela Bennett-Kelly                 | |
| 2011    | Footloose                              | Vi Moore                             | |
| 2012    | 30 Rock                                | Claire Williams                      | |
| 2012    | Jane by Design                         | Gray Chandler Murray                 | |
| 2013–15 | Cedar Cove                             | Olivia Lockhart                      | |
| 2013    | Breaking at the Edge                   | Dr. Ghozland                         | |
| 2015    | Magic Mike XXL                         | Nancy                                | |
| 2017    | Trial & Error                          | Margaret Henderson                   | |
| 2017    | Love After Love                        | Suzanne                              | |
| 2017    | Only the Brave                         | Marvel Steinbrink                    | |
| 2017    | RuPaul's Drag Race                     |                                      | |
| 2017    | At Home in Mitford                     | Cynthia Coppersmith                  | |
| 2018    | The Beach House                        | Lovie Rudland                        | |
| 2019    | The Last Laugh                         | Doris Lovejoy                        | |
| 2019    | Ready or Not                           | Becky Le Domas                       | |
| 2020    | No Man's Land                          | Monica Greer                         | |
| 2020    | Dashing in December                    | Deb Burwall                          | |
| 2021    | Maid                                   | Paula                                | Minissérie; elenco principal |